# Vali Șerban

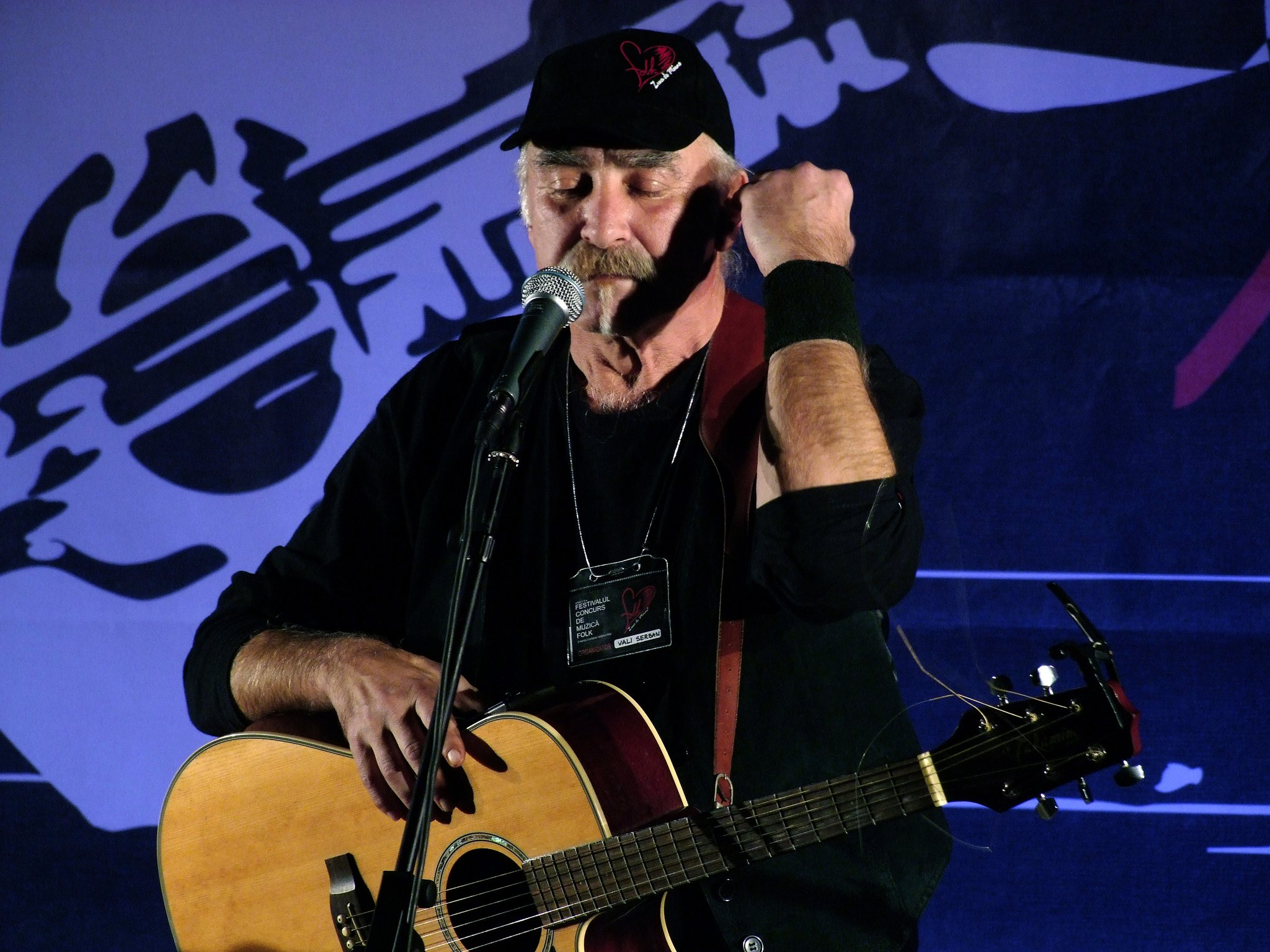
Vali Șerban.

Vali Șerban (n. 20 octombrie 1953, Câmpeni, județul Alba) este un cantautor român de muzică folk. 

## Cariera artistică
- În anii de liceu '69 - '72 a fost solist vocal de pop-rock în formația „Tinerii” din Alba Iulia.
- Din 1974 alege genul folk, în cadrul căruia se exprimă și în ziua de astăzi. Debutul în folk-ul „mare” - 2 mai 1977, Blaj, Câmpul Libertății pe scena Cenaclului Flacăra.
- Începe să compună cântecele care îl vor defini în cadrul genului dintre care „A plecat moțul în țară”, „Cenușa verii”, „Tron în Apuseni”, „Avram Iancu”, „Dor de Bacovia”, „Din nou Beatles”, „Vânturi pline de zăpadă”, vor fi incluse în viitoare albume.
- Începând cu anul 1980 au loc primele înregistrări de calitate la Radio România. Tot din acel an încep și aparițiile la Televiziunea Română.
- Nouă ani de activitate la Cenaclul Flacăra, până în 1985, anul dispariției acestuia.

- 1985-1996 - activitate muzicală susținută împreună cu grupul „Mass Media”, în spectacole locale și turnee naționale, alături, firește de evoluția muzicală individuală.
- 1995 - devine redactor al cotidianului „Observator”, publicând permanent articole, pamflete, editoriale și păstrând legătura cu mass-media în interviuri și articole până în ziua de astăzi.
- 1998 - apare primul album personal, „Douăzeci de ani”.
- 2005 - apare cel de-al doilea album „Ultimul lup”, produs de Casa de discuri „Electrecord”.
- Din anul 2001 realizează, fără întrerupere, emisiunea de muzică folk „Ziua de mâine”, găzduită de Radio Reîntregirea Alba Iulia.
- 2005 - prezent - Cea mai importantă realizare a carierei rămâne însă Festivalul Național - Concurs de muzică folk „Ziua de mâine”, conceput și construit începând din anul 2005, împreună cu Consiliul Județean Alba, marcă înregistrată a acestuia.
- 2006 este anul în care Vali Șerban a obținut premiul „pentru întreaga activitate" la festivalul de folk „Om Bun", încadrându-se astfel între primii 16 câștigători ai acestui premiu, el fiind al 16-lea, la ediția a 16-a a festivalului.
- Din anul 2006, în paralel cu activitatea muzicală se implică și în viața istorică a Cetății Alba Carolina, în calitate de „Maestru de ceremonii” al Traseului celor Trei Fortificații.
- În 2013, realizează cel de-al treilea album („over time”) „Mie însumi” editat de Casa de discuri „Libris” - Brașov.
- De-a lungul carierei artistice, Vali Șerban a participat la peste 1.800 de spectacole, a realizat și apărut în sute de emisiuni radio și TV.

La finalul anului 2014, Vali Șerban schimbă temporar chitara cu condeiul, propunând iubitorilor de ieri și de astăzi ai muzicii folk un prim volum cuprinzând întâmplări și pățanii ale carierei sale  precum și o analiză a fenomenului folk: Istoria unui vis - O poveste subiectivă a Cenaclului Flacăra.

## Discografie

#### „Douăzeci de ani”
- Douăzeci de ani
- Vânturi pline de zăpadă
- A plecat moțul prin țară
- Dor de Bacovia
- Din nou Beatles
- Euroviziune
- Întoarce-te
- Simple întrebări

#### „Ultimul Lup”
- Călător (04:06)
- Vânturi, vânturi pline de zăpadă (03:20)

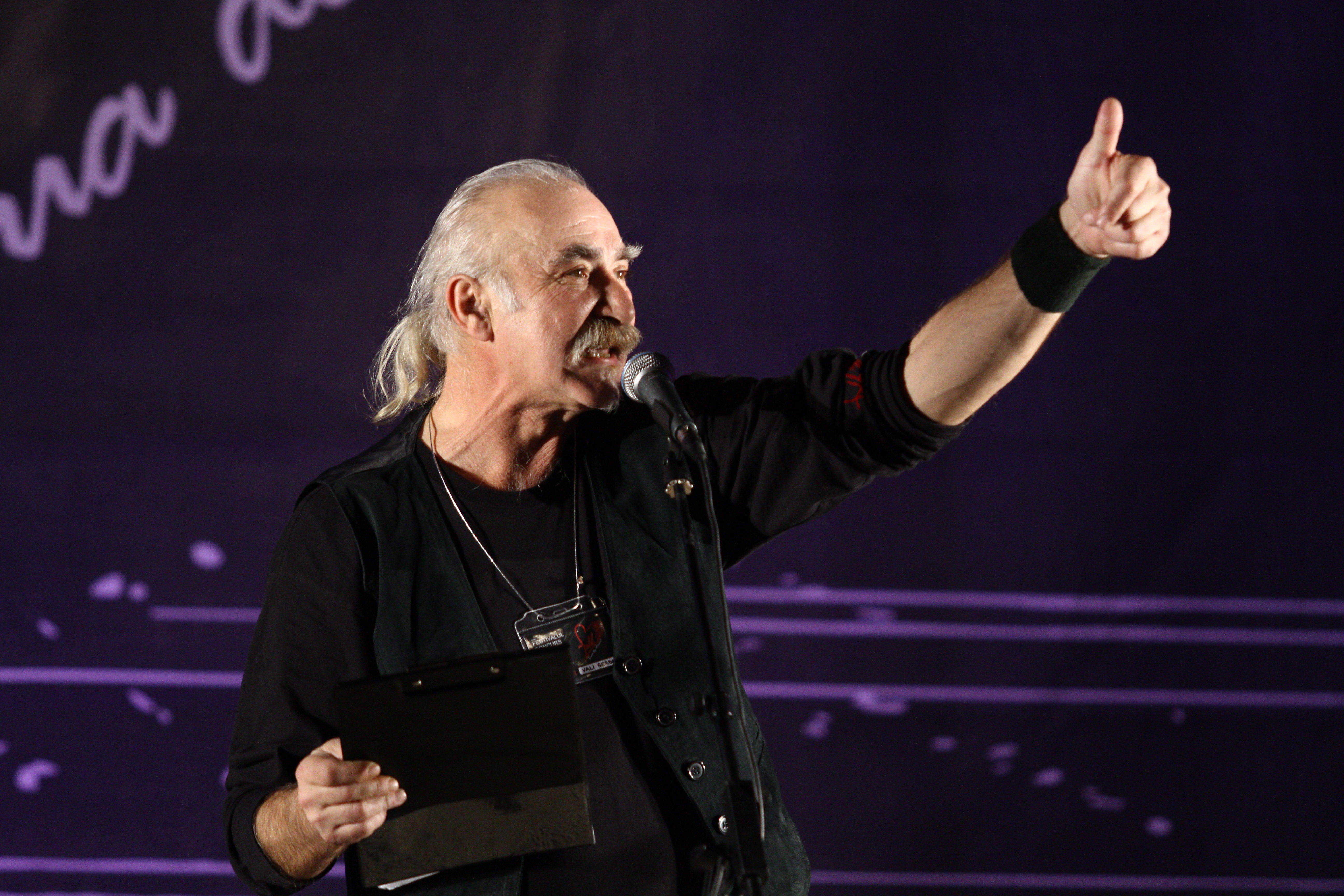
Vali Șerban - Ziua de mâine

- De juventute (04:21)
- Iarnă pentru tine (04:18)
- Pescăruș în amurg (03:35)
- Dor de Bacovia (05:21)
- Dincolo de stele (05:03)
- Visul unei nopți de iarnă (05:08)
- Cântec fără titlu (04:11)
- Cântec de campanie (03:20)
- Fără tine (04:40)
- Despre noi (05:02)
- Ultimul lup (04:18)

#### „Mie însumi”
− Volum I −
- Gând de împământenire (4:20)
- Cenușa verii (2:33)
- Vinovat de iubire (3:42)
- Vânturi pline de zăpadă (3:56)
- Stih (2:59)
- A plecat moțul în țară (2:54)
- Dor de Bacovia (3:43)
- Din nou Beatles (4:22)
- Douăzeci de ani (4:18)
- Întoarce-te (4:32)
- Euro viziune (5:52)
- Simple întrebări (3:46)

− Volum II −
- Călător (04:06)
- Vânturi, vânturi pline de zăpadă (03:20)
- De juventute (04:21)
- Iarnă pentru tine (04:18)
- Pescăruș în amurg (03:35)
- Dor de Bacovia (05:21)
- Dincolo de stele (05:03)
- Visul unei nopți de iarnă (05:08)
- Cântec fără titlu (04:11)
- Cântec de campanie (03:20)
- Fără tine (04:40)
- Despre noi (05:02)
- Ultimul lup (04:18)

## Cărți publicate
- Istoria unui vis - O poveste subiectivă a Cenaclului Flacăra, Volumul I